# ماتاوان، نیوجرسی
ماتاوان (به انگلیسی: Matawan) شهری در ایالت نیوجرسی کشور ایالات متحده آمریکا است که جمعیت آن در سرشماری سال ۲۰۱۰ میلادی، ۸٬۸۱۰ نفر بوده‌است.